# Bosque Maia
O Recanto Municipal da Árvore, popularmente conhecido por Bosque Maia, é o maior parque urbano do município de Guarulhos, contando com aproximadamente 170.000 m², sendo considerado o pulmão da cidade. O parque foi fundado em 1972, no espaço de uma granja pertencente à família do médico paulistano Renato Maia..
Está situado na Av. Paulo Faccini com a Av. Papa João XXIII e com as Ruas Antônio Vita e Máximo Gonçalves, s/n, Maia (Jardim Maia), Guarulhos na Zona Leste da Grande SP, sudeste do Brasil, aberto diariamente das 6h às 22h.
É tombado como patrimônio próprio público municipal pelo Conselho Municipal do Patrimônio Histórico, Arqueológico, Arquitetônico e Paisagístico de Guarulhos de acordo com o Decreto Municipal 21.143/2000.